# Emir Assaf-moskee
De Emir Assaf-moskee is een soennitische moskee in het centrum van de Libanese hoofdstad Beiroet.
De Emir Asif-moskee werd gebouwd in 1580. Het ligt in de directe omgeving van de Omarmoskee. Tijdens de Libanese burgeroorlog (1975-1990) werd de moskee, net als het hele centrum van Beiroet, zwaar beschadigd. Na de burgeroorlog werd het gebouw gerenoveerd.